# Collège Salette
Le Collège Salette est une institution privée d’enseignement de niveau collégial situé au 3536 Boulevard St-Laurent, à Montréal, Québec, Canada.
Fondé en 1942 par M. Auguste Salette, le Collège Salette se spécialise en formation professionnelle et technique de courte durée dans le secteur spécifique des arts graphiques. Ses ateliers de dessin offerts en 1942 se sont transformés en programme de formation professionnelle et technique sanctionné par le diplôme d'études professionnelles (DEP) - Dessin publicitaire - en 1970, puis par l'attestation d'études collégiales (AEC) en Graphisme - maquettes et montage, en 1985, auquel se sont ajoutés l'infographie (1992) et le multimédia (1998). 
Toujours consacré exclusivement à la communication graphique et aux technologies, le Collège Salette offre trois programmes d'AEC, dont deux spécialisations : 
- NTA.0F Concepteur infographiste (Graphisme, Infographie, Web design et production et Illustration) - 1260 heures - 15 mois

- NTA.0S Illustration publicitaire - 405 heures - 4 mois (spécialisation)

- NWE.03 Design interactif et médias sociaux - 450 heures - 4 mois (spécialisation)

Cité comme « digne de mention » sur l'ensemble du réseau collégial par la Commission d'évaluation de l'enseignement collégial du gouvernement du Québec, le Collège Salette accueille chaque année environ 150 étudiant(e)s adultes, canadiens et étrangers.
Le Collège Salette est membre du Conseil des collèges non subventionnés (CCNS) et de la National Association of Career College (NACC) où sa Directrice générale, madame Ginette Gervais, assure respectivement la présidence et siège au Board  of Directors (le Conseil d'administration), à titre de représentante du Québec.  